# 앨시 헤이스팅스
앨시 러마 헤이스팅스(영어: Alcee Lamar Hastings, 1936년 9월 5일 ~ 2021년 4월 6일)는 미국의 정치인, 법조인이다. 플로리다주 출신이며 민주당 소속이다.
헤이스팅스는 1979년 8월 28일에 지미 카터 대통령으로부터 플로리다주 지방법원 판사로 임명되었다. 하지만 1981년에 프랭크 로마노와 토머스 로마노의 비리 혐의 21건을 무마하는 대가로 15만 미국 달러 규모의 뇌물을 제공했다는 의혹이 제기되었고 1983년에는 공동 공모자인 윌리엄 보더스가 법정에서 증언을 거부하면서 헤이스팅스 판사는 배심원단으로부터 위증 평결을 받게 된다. 결국 1988년에 민주당이 다수 의석을 차지하고 있던 미국 하원에서 헤이스팅스 판사의 뇌물 제공, 위증 등의 혐의에 관한 탄핵 조사안이 찬성 413표, 반대 3표로 가결되었고 미국 상원이 1989년 10월 20일에 실시된 탄핵 표결에서 17개 탄핵 소추 사유 가운데 11개가 탄핵 사유에 해당된다고 가결하면서 파면되었다.
헤이스팅스는 1993년부터 플로리다주 미국 하원 의원으로 재직했다. 헤이스팅스 의원은 2015년 4월, 일본 정부가 일본군 위안부 강제동원 사실을 인정할 것을 촉구하는 연판장에 서명한 의원 중 한 명이다.

## 역대 선거 결과
| 선거명      | 직책명                         | 대수  | 정당   | 득표율  | 득표수    | 결과 | 당락                     |
| ----------- | ------------------------------ | ----- | ------ | ------- | --------- | ---- | ------------------------ |
| 1992년 선거 | 하원의원 (플로리다 제23선거구) | 103대 | 민주당 | 58.53%  | 84,249표  | 1위  | 플로리다주 하원의원 당선 |
| 1994년 선거 | 하원의원 (플로리다 제23선거구) | 104대 | 민주당 | 100.00% | 1표       | 1위  | 플로리다주 하원의원 당선 |
| 1996년 선거 | 하원의원 (플로리다 제23선거구) | 105대 | 민주당 | 73.45%  | 102,146표 | 1위  | 플로리다주 하원의원 당선 |
| 1998년 선거 | 하원의원 (플로리다 제23선거구) | 106대 | 민주당 | 100.00% | 1표       | 1위  | 플로리다주 하원의원 당선 |
| 2000년 선거 | 하원의원 (플로리다 제23선거구) | 107대 | 민주당 | 76.34%  | 89,179표  | 1위  | 플로리다주 하원의원 당선 |
| 2002년 선거 | 하원의원 (플로리다 제23선거구) | 108대 | 민주당 | 77.49%  | 96,347표  | 1위  | 플로리다주 하원의원 당선 |
| 2004년 선거 | 하원의원 (플로리다 제23선거구) | 109대 | 민주당 | 100.00% | 1표       | 1위  | 플로리다주 하원의원 당선 |
| 2006년 선거 | 하원의원 (플로리다 제23선거구) | 110대 | 민주당 | 100.00% | 1표       | 1위  | 플로리다주 하원의원 당선 |
| 2008년 선거 | 하원의원 (플로리다 제23선거구) | 111대 | 민주당 | 82.18%  | 172,835표 | 1위  | 플로리다주 하원의원 당선 |
| 2010년 선거 | 하원의원 (플로리다 제23선거구) | 112대 | 민주당 | 79.12%  | 100,066표 | 1위  | 플로리다주 하원의원 당선 |
| 2012년 선거 | 하원의원 (플로리다 제20선거구) | 113대 | 민주당 | 87.90%  | 214,727표 | 1위  | 플로리다주 하원의원 당선 |
| 2014년 선거 | 하원의원 (플로리다 제20선거구) | 114대 | 민주당 | 81.60%  | 128,498표 | 1위  | 플로리다주 하원의원 당선 |
| 2016년 선거 | 하원의원 (플로리다 제20선거구) | 115대 | 민주당 | 80.31%  | 222,914표 | 1위  | 플로리다주 하원의원 당선 |
| 2018년 선거 | 하원의원 (플로리다 제20선거구) | 116대 | 민주당 | 99.92%  | 202,659표 | 1위  | 플로리다주 하원의원 당선 |
| 2020년 선거 | 하원의원 (플로리다 제20선거구) | 117대 | 민주당 | 78.68%  | 253,661표 | 1위  | 플로리다주 하원의원 당선 |